# Apion rufirostre
Apion rufirostre är en skalbaggsart som först beskrevs av Fabricius 1775.  Apion rufirostre ingår i släktet Apion, och familjen spetsvivlar. Arten är reproducerande i Sverige.